# 安口窑站
安口窑站是位于甘肃省平凉市华亭市安口镇的一个铁路车站，邮政编码744103。车站建于1995年，有宝中铁路、安口南铁路经过该站。现办理客货运业务，车站及其上下行区间均已电气化。车站距离宝鸡站154公里，隶属西安铁路局宝鸡车务段，是四等站。